# 布赫冰川

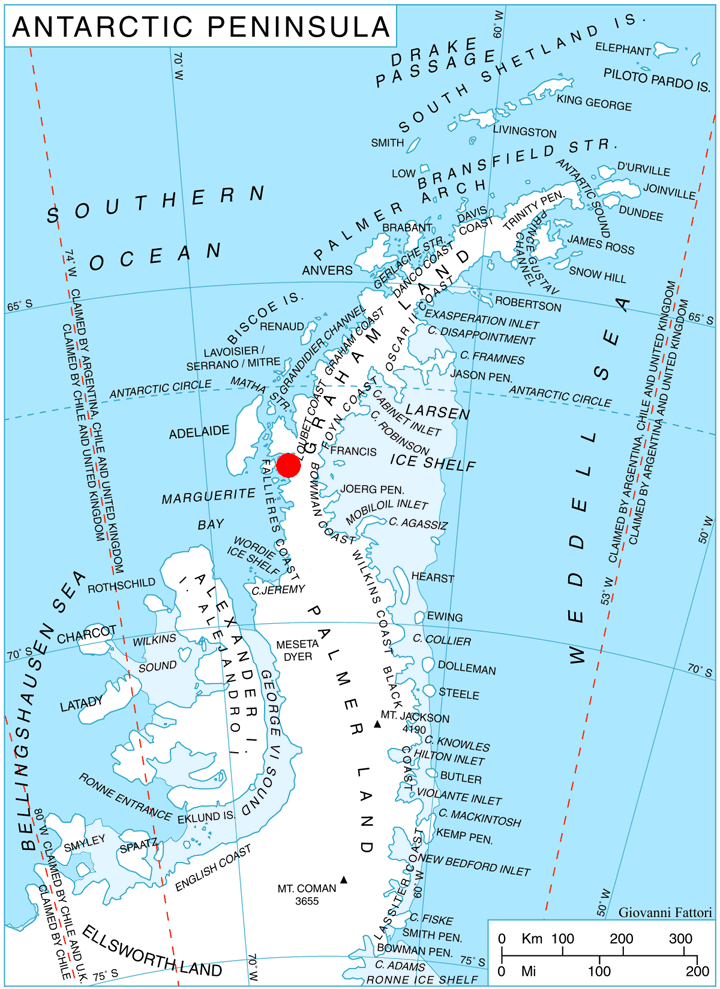

布赫冰川（英語：Bucher Glacier），是南極洲的冰川，位於葛拉漢地的法利埃海岸，流經魯多澤姆高地西坡，最終在博特里爾半島以北注入布喬亞灣，現時由南極條約體系管理。